# Mionothropus
Mionothropus es un género extinto de perezoso notroterino de la familia Megatheriidae que vivió en Perú en el occidente de la Amazonia, durante el Mioceno (era del Huayqueriense). Es conocido a partir del holotipo LACM 4609/117533, que incluye restos craneales, recuperados de depósitos ribereños de la región del Río Acre, y que fueron originalmente asignados a Nothropus priscus. Fue nombrado por Gerardo De Iuliis, Timothy J. Gaudin y Matthew J. Vicars en el año de 2001 y la especie tipo es Mionothropus cartellei. El nombre del género se deriva de "Mio", en referencia a que el holotipo procede del período Mioceno, y "nothropus" refiriéndose a la clasificación original del fósil a ese género del Pleistoceno de América del Sur. El nombre de la especie honora al Dr. Castor Cartelle.

## Filogenia
Cladograma según De Iuliis, Gaudin & Vicars, 2011:
|                | Pronothrotherium                                                 |
|                |                                                                  |
| Nothrotheriini | \| \| Nothrotheriops \| \| \| \| \| \| Nothrotherium \| \| \| \| |
|                | \| \| Nothrotheriops \| \| \| \| \| \| Nothrotherium \| \| \| \| |
|                | Nothrotheriops                                                   |
|                |                                                                  |
|                | Nothrotherium                                                    |
|                |                                                                  |

|  | Nothrotheriops |
|  |                |
|  | Nothrotherium  |
|  |                |

|                | Pronothrotherium                                                 |
|                |                                                                  |
| Nothrotheriini | \| \| Nothrotheriops \| \| \| \| \| \| Nothrotherium \| \| \| \| |
|                | \| \| Nothrotheriops \| \| \| \| \| \| Nothrotherium \| \| \| \| |
|                | Nothrotheriops                                                   |
|                |                                                                  |
|                | Nothrotherium                                                    |
|                |                                                                  |

|  | Nothrotheriops |
|  |                |
|  | Nothrotherium  |
|  |                |

|                | Pronothrotherium                                                 |
|                |                                                                  |
| Nothrotheriini | \| \| Nothrotheriops \| \| \| \| \| \| Nothrotherium \| \| \| \| |
|                | \| \| Nothrotheriops \| \| \| \| \| \| Nothrotherium \| \| \| \| |
|                | Nothrotheriops                                                   |
|                |                                                                  |
|                | Nothrotherium                                                    |
|                |                                                                  |

|  | Nothrotheriops |
|  |                |
|  | Nothrotherium  |
|  |                |

|                | Pronothrotherium                                                 |
|                |                                                                  |
| Nothrotheriini | \| \| Nothrotheriops \| \| \| \| \| \| Nothrotherium \| \| \| \| |
|                | \| \| Nothrotheriops \| \| \| \| \| \| Nothrotherium \| \| \| \| |
|                | Nothrotheriops                                                   |
|                |                                                                  |
|                | Nothrotherium                                                    |
|                |                                                                  |

|  | Nothrotheriops |
|  |                |
|  | Nothrotherium  |
|  |                |